# اگبلانگاندان
اگبلانگاندان (به لاتین: Agblangandan) یک منطقهٔ مسکونی در بنین است که در استان اومه واقع شده‌است.
Alcahuete adba

## خصوصیات
اگبلانگاندان ۳۰٬۷۱۶ نفر جمعیت دارد.